# Primera División 1956-1957 (Messico)
Il campionato di calcio di Primera División messicana 1956-1957 è stato il quattordicesimo campionato a livello professionistico del Messico. Cominciò l'8 luglio 1956 e si concluse il 20 gennaio del 1957. Vide la vittoria finale del Guadalajara.

## Squadre partecipanti[1]
| Club         | Città                | Stadio                               | Stagione 1955-1956                         |
| ------------ | -------------------- | ------------------------------------ | ------------------------------------------ |
| América      | Città del Messico    | Estadio Universitario                | 8º posto in Primera División               |
| Atlante      | Città del Messico    | Estadio de la Ciudad de los Deportes | 3º posto in Primera División               |
| Atlas        | Guadalajara          | Parque Oro                           | 12º posto in Primera División              |
| Cuautla      | Cuautla              | Estadio Isidro Gil Tapia             | 10º posto in Primera División              |
| Guadalajara  | Guadalajara          | Parque Oro                           | 10º posto in Primera División              |
| Irapuato     | Irapuato             | Estadio Irapuato                     | 9º posto in Primera División               |
| León         | León                 | Estadio La Martinica                 | (Campione)                                 |
| Monterrey    | Monterrey            | Estadio Tecnológico                  | 1º posto in Segunda División (Neopromosso) |
| Necaxa       | Città del Messico    | Estadio Universitario                | 4º posto in Primera División               |
| Oro          | Guadalajara          | Parque Oro                           | 2º posto in Primera División               |
| Tampico      | Tampico              | Parque España de Tampico             | 4º posto in Primera División               |
| Toluca       | Toluca               | Campo Patria                         | 4º posto in Primera División               |
| CD Zacatepec | Zacatepec de Hidalgo | Estadio Zacatepec                    | 7º posto in Primera División               |

## Classifica finale
|  | Pos. | Squadra      | Pt | G  | V  | N | P  | GF | GS | DR  |
|  | ---- | ------------ | -- | -- | -- | - | -- | -- | -- | --- |
|  | 1.   | Guadalajara  | 39 | 24 | 17 | 2 | 5  | 47 | 22 | +25 |
|  | 2.   | Toluca       | 30 | 24 | 11 | 8 | 5  | 45 | 20 | +25 |
|  | 3.   | León         | 30 | 24 | 11 | 8 | 5  | 45 | 21 | +24 |
|  | 4.   | Atlante      | 30 | 24 | 11 | 8 | 5  | 46 | 27 | +19 |
|  | 5.   | Irapuato     | 26 | 24 | 12 | 2 | 10 | 38 | 36 | +2  |
|  | 6.   | Atlas        | 25 | 24 | 9  | 7 | 8  | 35 | 35 | 0   |
|  | 7.   | Oro          | 23 | 24 | 9  | 5 | 10 | 38 | 49 | -11 |
|  | 8.   | Cuautla      | 22 | 24 | 10 | 2 | 12 | 28 | 38 | -10 |
|  | 9.   | Necaxa       | 21 | 24 | 7  | 7 | 10 | 30 | 34 | -4  |
|  | 10.  | Tampico      | 20 | 24 | 7  | 6 | 11 | 27 | 46 | -19 |
|  | 11.  | América      | 18 | 24 | 5  | 8 | 11 | 25 | 44 | -19 |
|  | 12.  | CD Zacatepec | 16 | 24 | 5  | 6 | 13 | 24 | 42 | -18 |
|  | 13.  | Monterrey    | 15 | 24 | 4  | 7 | 13 | 23 | 46 | -23 |

Legenda:
      Campione del Messico
      Retrocesso in Segunda División
Note:
Due punti a vittoria, uno a pareggio, zero a sconfitta.

## Verdetti Finali
- Il Club Deportivo Guadalajara é campione del Messico.
- Il Club de Fútbol Monterrey retrocede in Segunda División.